# 喬恩·波斯特爾
喬恩·布魯斯·波斯特爾（英語：Jonathan Bruce Postel；/pəˈstɛl/；1943年8月6日—1998年10月16日），是一位美国计算机科学家，对互联网的发展做出了许多重大贡献，特别在互联网标准制定方面。他的主要贡献是编写了RFC 系列文档，同时是互联网号码分配局（IANA）的创始人。在他的有生之年，因为其对媒介的全面影响，他被称为“互联网的上帝”。
互联网协会的Postel奖就是以他的名字命名的，同样信息科学研究所的Postel研究中心也是。他的讣告由文顿·瑟夫 撰写，发表为RFC 2468以纪念Postel和他的工作。2012年，Postel被互联网协会选入互联网名人堂。

## 事迹
波斯特爾高中就读于于范奈中学,然后在加州大学洛杉矶分校学习,获得了数学学士学位(1966年)以及工程硕士学位(1968年)。1974年，他在导师Dave Farber的帮助下继续完成了他的计算机科学博士学位。
在加州大学洛杉矶分校，他参与了ARPANET的早期工作。他曾在MITRE公司工作过一段时间，然后帮助在SRI建立网络信息中心（Network Information Center）。1977年3月，波斯特爾加入了南加州大学信息科学研究所。从1969年直到逝世，波斯特爾一直是RFC的撰写者，撰写和编辑了许多重要的RFC规范文档，包括RFC 791、RFC 792、RFC793、RFC 2223和RFC的作者说明，其中RFC 793定义了网际协议套件的基本协议。他撰写或发表的RFC文档超过了 200篇。
波斯特爾曾为网际网路架构委员会及其前身服务了很多年。从一开始，他就在互联网号码分配局（IANA）的主管，负责互联网域名和地址的分配清算。他是互联网协会的第一个成员，同时也是董事会的成员。他是最初的.us顶级域名长期管理员。他还管理着洛杉矶Nettos网络。
上面的都是他兼任的职务，他的主要职业是南加州大学信息科学研究所计算机网络部门的部门主管（“部门7”）。

### DNS系统管理员权限测试
1998年1月28日，作为测试，波斯特爾利用自己的权威向十二个网络区域根域名服务器操作者中的八个发送了机密邮件，让他们将根区服务器从那时的SAIC辅助网络解决方案 NSI的 A.ROOT-SERVERS.NET （198.41.0.4）改为 IANA的 DNSROOT.IANA.ORG（198.32.1.98）。操作者遵守了波斯特爾的指令，从而划分了网络域名的控制：非政府操作者的IANA，和美国政府的4个（NASA、DoD及BRL的NSI）。虽然互联网的使用没有中断，但他很快接到政府高级官员撤销这一计划的命令。在一周内，美国国家国家电信和信息管理局NTIA发表名为《完善互联网域名和地址技术管理》的提案，包括互联网DNS根区权限的改变，最终在争议中加强了美国对于互联网的控制。

## 影响
1998年10月16日，DNS系统管理员权限事件后9个月，波斯特爾在洛杉矶死于心脏病。
据其工作伙伴文顿·瑟夫介绍，波斯特爾于1991年接受了心脏瓣膜置换手术，约于10天前出现渗漏，所以再次入院接受手术。波斯特爾最终死于手术的并发症。
无论是在从技术上还是个人上，乔恩·波斯特爾对于构建网络的贡献是巨大的，是一篇纪念回忆他的生平的文章被写入了互联网核心技术文献RFC 2468中。“我怀念IANA”，互联网之父文頓·瑟夫这样写道。

### 波斯特爾法则
也许他最著名的贡献是RFC 760，介绍了鲁棒性原则，常被称为波斯特爾法则:“在实现中发送行为应该是保守的，而接受行为应该是开放的”（RFC 1122中改写为“你接受什么是自由的，而你发送什么是保守的”）。
在数字电路中，这个原则一直是静态定律的一个重要方面。

### 其他
Postel在阿尔巴尼亚语言中也意味着电子邮件。